# Herborisation

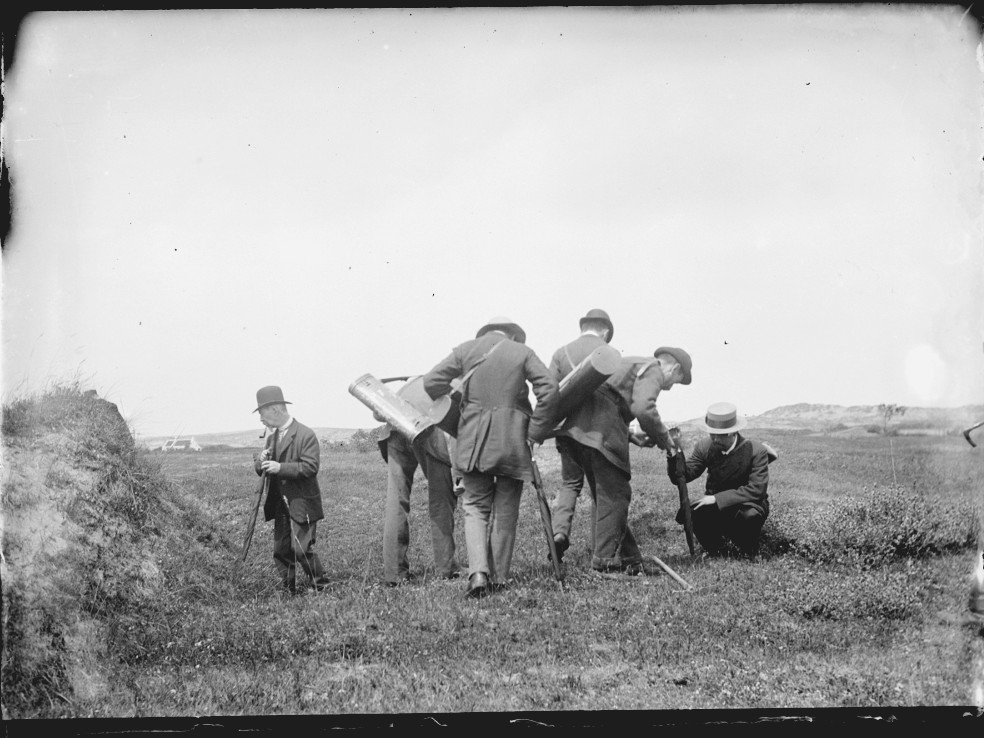
Herborisation de la Société royale de botanique de Belgique à Nieuport en 1891.

 (avril 2023).
Si vous disposez d'ouvrages ou d'articles de référence ou si vous connaissez des sites web de qualité traitant du thème abordé ici, merci de compléter l'article en donnant les références utiles à sa vérifiabilité et en les liant à la section « Notes et références ».
En botanique, l'herborisation est l'action qui consiste à herboriser, c'est-à-dire à parcourir un espace, naturel ou non, et à y prélever des échantillons ou des spécimens entiers de végétaux qui seront conservés afin de constituer une collection durable de spécimens botaniques.

## Collections
Le plus souvent, surtout si les échantillons prélevés sont des fleurs, des feuilles ou des tiges, la collection résultante d'une herborisation est appelée « herbier ». Autrement, si au cours d'une herborisation des parties très spécifiques des plantes ont été intentionnellement collectées, les collections résultantes peuvent recevoir des noms adaptés. Par exemple une collection composée exclusivement de fruits est appelée « carpothèque ». Une collection composée exclusivement de graines est appelée séminothèque,. Une collection de champignons est un « fungarium ».
Les collections issues des herborisations sont indispensables non seulement pour la description des taxons et la classification des espèces botaniques dans leur ensemble, mais aussi pour savoir si les nouveaux spécimens progressivement collectés doivent être attribués aux taxons déjà nommés ou si de nouveaux taxons doivent être nommés pour eux afin de les classer de manière appropriée.

Marcel Blondeau en herborisation dans les Laurentides
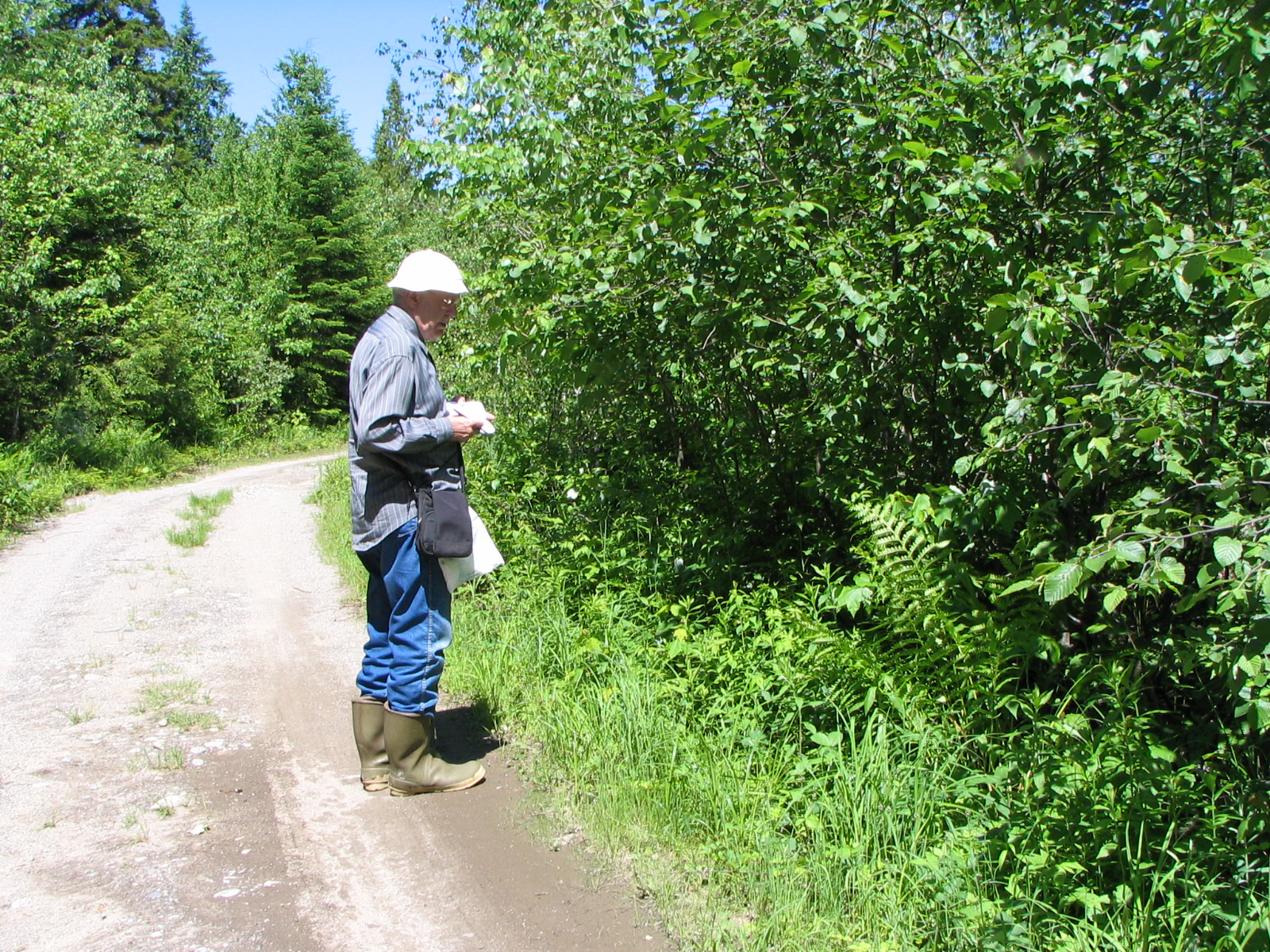
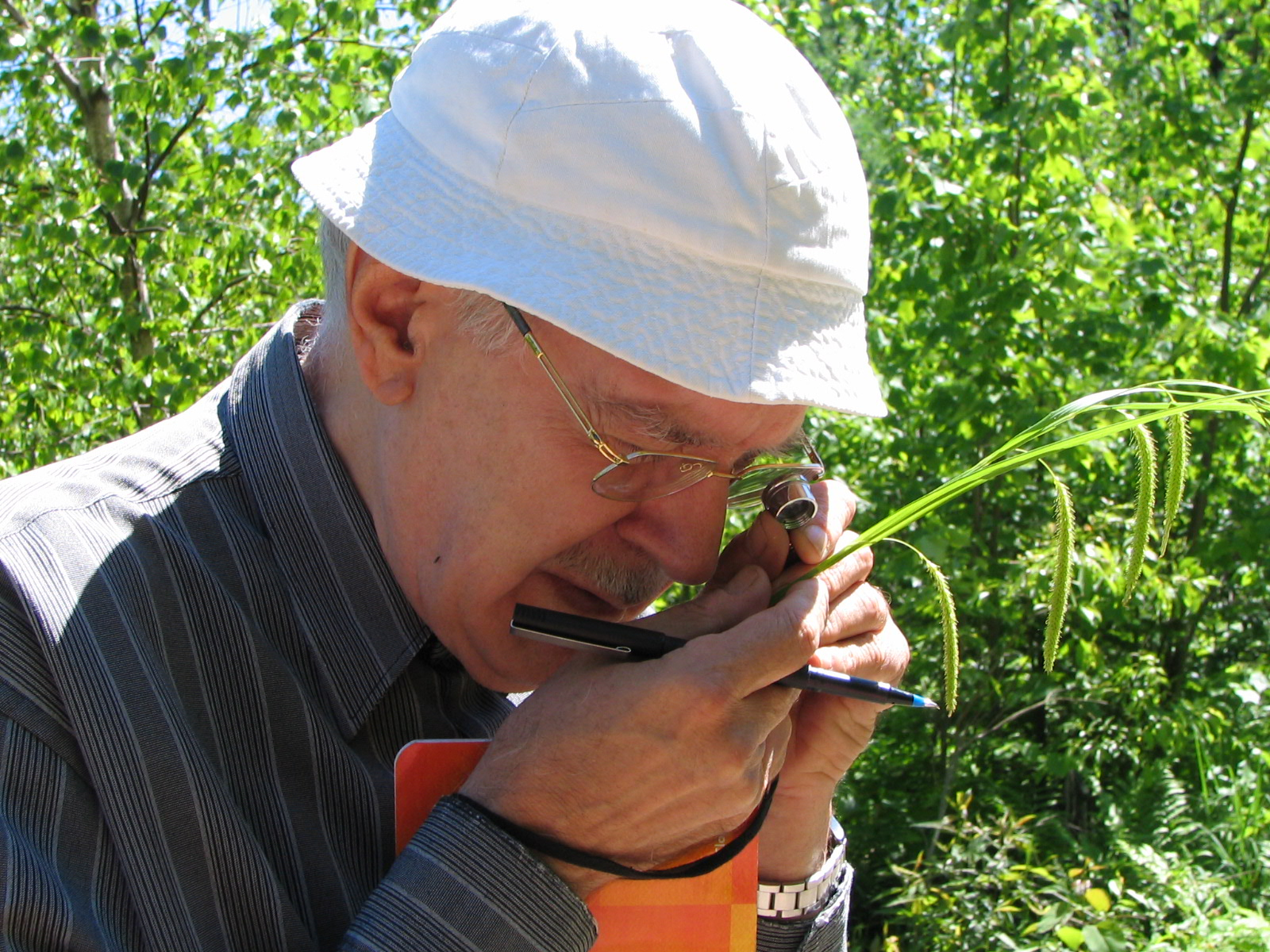
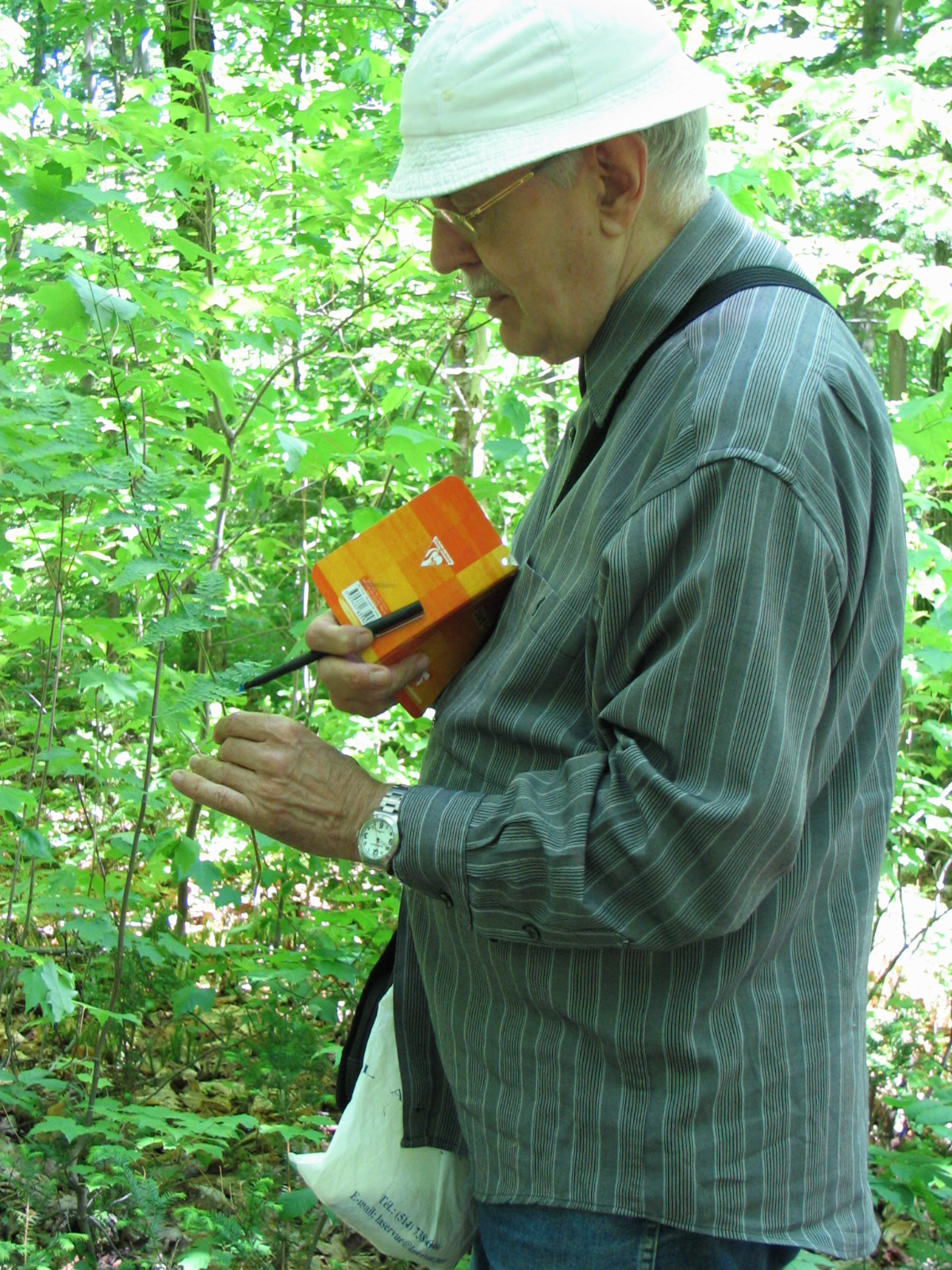
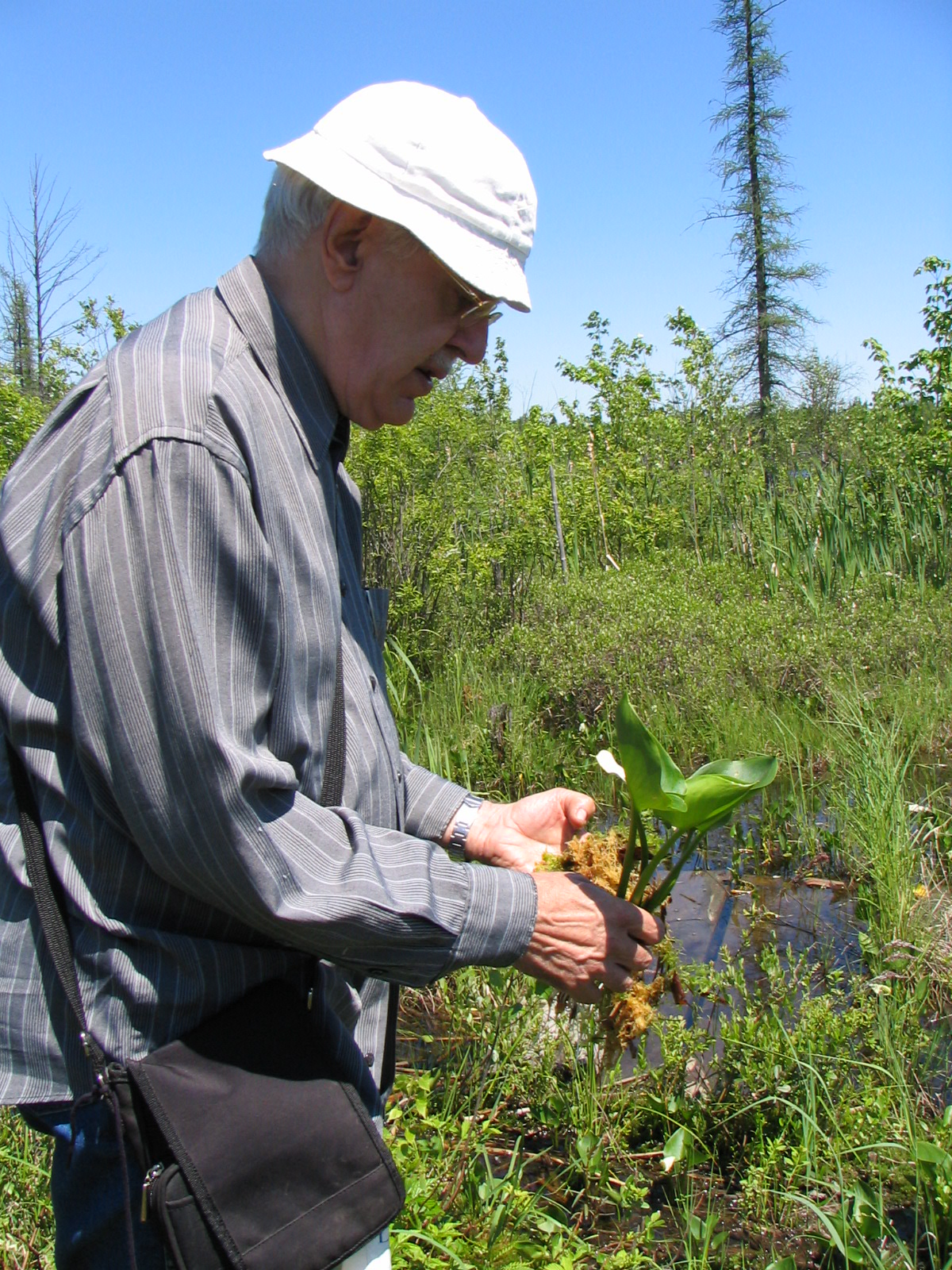
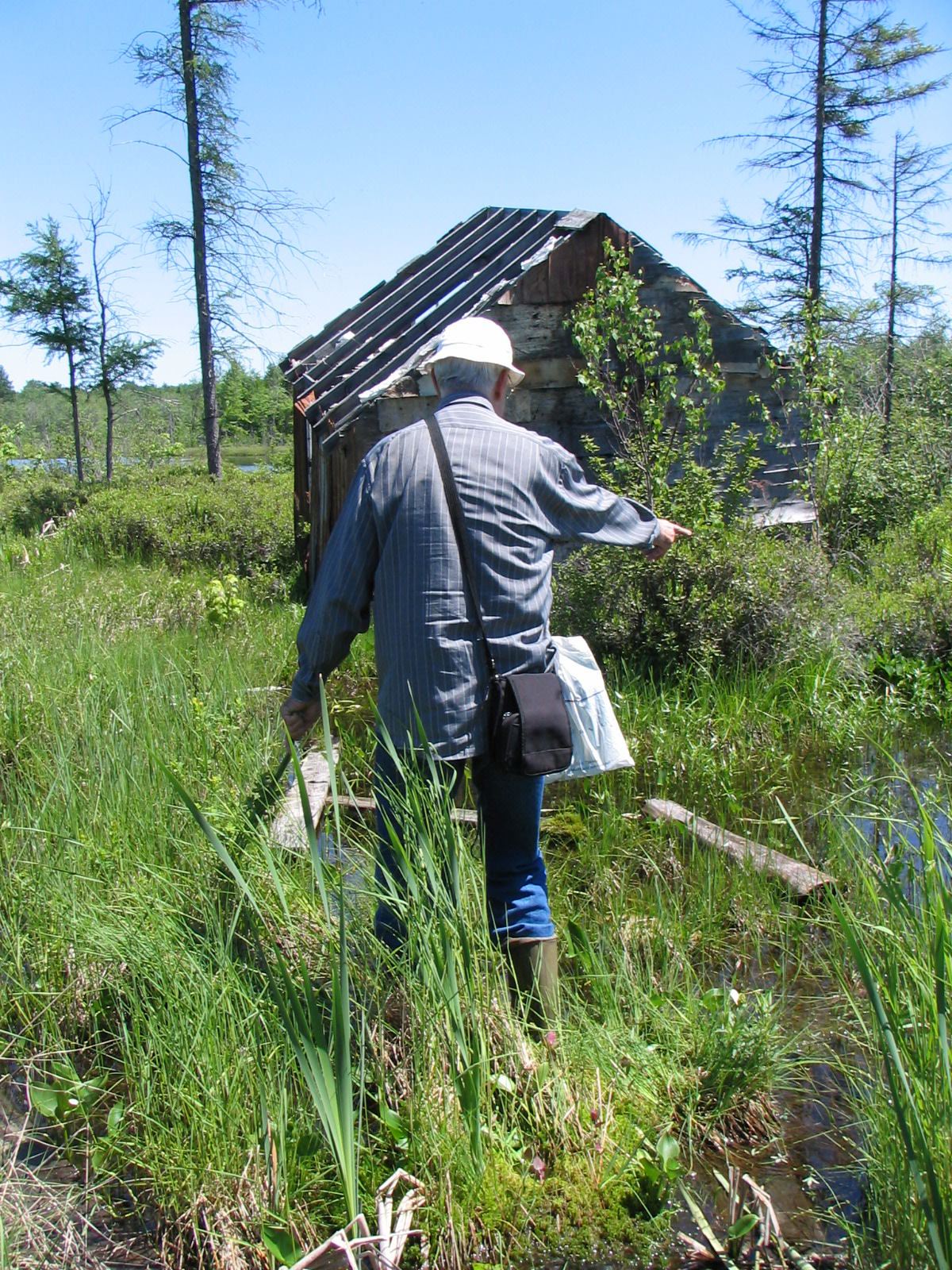
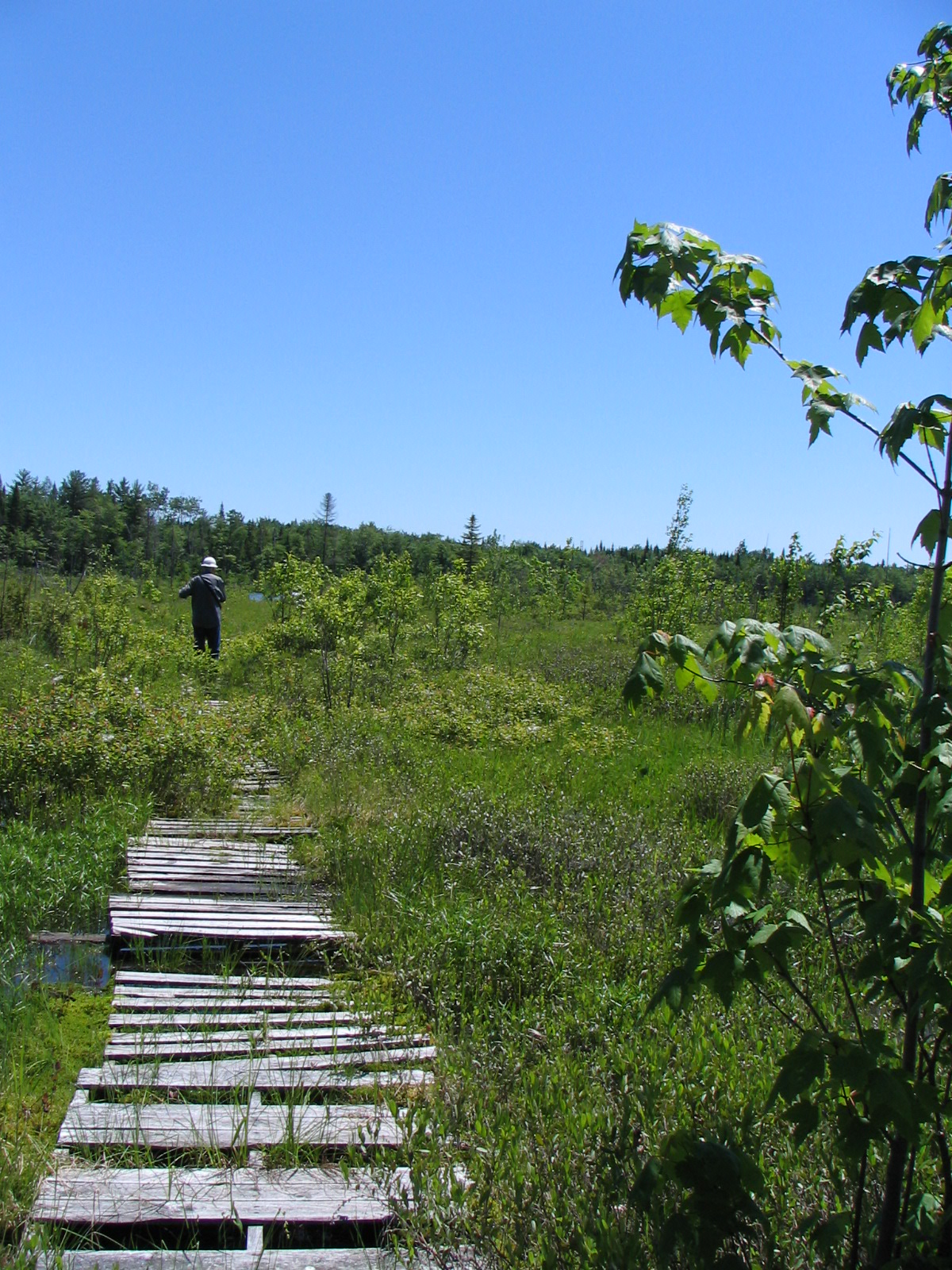